# Santa Rosa de Viterbo (São Paulo)
Pour les articles homonymes, voir Santa Rosa de Viterbo.
Santa Rosa de Viterbo est une municipalité brésilienne de l'État de São Paulo et la Microrégion de Ribeirão Preto.

## Géographie
La municipalité n'est formée que par le quartier principal, qui comprend le village de Nhumirim. Sa superficie est de 289,669 km².
Santa Rosa de Viterbo est situé à 318 km de São Paulo, 70 km de Ribeirão Preto et 206 km de Campinas. 

## Histoire
En 1883, avec l'arrivée de la compagnie de chemin de fer Mogiana, à São Simão, la population a commencé à s'installer autour de celle-ci. L'une des constructions réalisées à l'époque est la chapelle de Santa Rosa, qui a rapidement reçu des dons de terres de la part des agriculteurs.
Entre 1944 et 1948, la municipalité a reçu officiellement le nom d'Icaturama.
En 1953, le district de Santa Rosa de Viterbo a été créé, mais ce n'est qu'en 1956 qu'il a été officiellement établi.